# Miami 2 Ibiza
Miami 2 Ibiza is een single van de Zweedse dj-groep Swedish House Mafia en de Britse rapper Tinie Tempah uit 2010. Het stond als vijfde track op het album Until Now van Swedish House Mafia uit 2012 en als tiende track op het album Disc-Overy van Tinie Tempha uit 2010.

## Achtergrond
Miami 2 Ibiza is geschreven door Axwell, Steve Angello, Sebastian Ingrosso en Tinie Tempah en geproduceerd door de Swedish House Mafia. Het nummer gaat over hoe het leven van de dj-s er uit ziet. In de songtekst wordt veel gebruik gemaakt van afkortingen, zoals "BB" voor BlackBerry en "CK" voor Calvin Klein. Het lied was een enorme hit, bovenal in Nederland en België. Het stond bovenaan de Single Top 100 en in beide lijsten van België stond het op de derde plaats. Daarnaast was er de tiende plaats in de Top 40.